# Araloselachus cuspidata
Araloselachus, Araloselachus cuspidatus
Genre
Espèce
Araloselachus cuspidata est une espèce éteinte  de requins de la famille des Odontaspididae. Il est aussi désigné sous le nom de Carcharias (Odontaspis) cuspidata, Carcharias cuspidata, Carcharias cuspidatus, Lamna cuspidata, Odontaspis (Synodontaspis) cuspidata, Odontaspis cuspidata, Synodontaspis cuspidata.

## Description
Ces restes fossilisés sont présents dans les faluns de Bretagne. Les dents sont plus grandes, plus massives, moins sigmoïdes, à couronne plus large que celles de Carcharias acutissima.